# Metody (Abramkin)
Metody, imię świeckie Pawieł Pietrowicz Abramkin (ur. 20 października?/1 listopada 1883 w guberni riazańskiej, zm. 2 lutego 1939) – rosyjski biskup prawosławny.
W 1907 został wyświęcony na kapłana, służył w eparchii riazańskiej. W tym samym roku rozpoczął studia teologiczne w Kijowskiej Akademii Duchownej, które ukończył w 1911 z dyplomem kandydata nauk teologicznych. Przez kolejne dwa lata był wykładowcą seminarium duchownego w Riazaniu. Następnie od 1913 do 1918 pełnił funkcję asystenta nadzorcy szkoły duchownej w Riazaniu. Między rokiem 1918 a 1924 służył w jednej z wiejskich parafii eparchii riazańskiej.  
27 czerwca 1924 został wyświęcony na biskupa ranienburskiego, wikariusza eparchii tambowskiej. Siedem lat później jego tytuł uległ zmianie na biskup bugurusłański. W kwietniu 1931 został przeniesiony do eparchii woroneskiej, ponownie jako biskup pomocniczy, z tytułem biskupa buturlinowskiego. W 1933 objął katedrę piatigorską, zaś w 1936 otrzymał godność arcybiskupią.
Obowiązki ordynariusza eparchii wykonywał do października 1937, gdy został aresztowany. Skazany na karę śmierci i stracony 14 lutego 1939.